# Porostovky
Ulvophyceae (česky někdy porostovky) je třída především mořských zelených řas, alternativně však může být řazena do třídy zelenivky. Někteří autoři naopak rozšiřují pojetí Ulvophyceae (taková nadřazená skupina se zpravidla nazývá Ulvales) a řadí do nich i třídy Cladophorophyceae, Bryopsidophyceae, Dasycladophyceae a Trentepohliophyceae. V r. 2011 byla nově navržena další třída - Cloniophoraceae.

## Popis
Ulvophyceae jsou vzhledově velmi rozmanitá skupina, jelikož mohou mít různý typ stélky – jednobuněčný, vláknitý, heterotrichální, sifonální i sifonokladální. Zástupci této skupiny se dají rozlišit na základě stavby bičíku a konkrétně kinetozomu. Jsou schopné pohlavního rozmnožování, a to anizogamie či izogamie. Nevyskytují se nikdy plazmodezmy.